# Oswaldo L. Peixoto
Oswaldo Luiz Peixoto (* 1947) ist ein brasilianischer Herpetologe und Hochschullehrer.

## Leben
Peixoto schrieb sich 1967 an der Universidade Federal do Rio de Janeiro (UFRJ) ein, wo er 1970 die Licenciatura und den Bacharelado in Naturgeschichte erwarb. Von 1972 bis 1973 war er Dozent an der UFRJ in den Unterrichtsfächern Geographie und Biogeographie. Von 1972 bis 1976 war er Lehrbeauftragter im Fachbereich Biowissenschaften an der Universidade Católica de Petrópolis, wo er Ökologie und Biologie unterrichtete. Von 1974 bis 1979 absolvierte er ein Masterstudium in Zoologie an der Universidade Federal do Rio de Janeiro, das er unter der Leitung von Eugênio Izecksohn mit der Arbeit Anfibios Anuros Associados a Bromeliáceas nos Estados do Rio de Janeiro e Espírito Santo abschloss. Nach einem Doktoratsstudium an der Universidade de São Paulo ab 1980 wurde er 1987 mit der Dissertation Espécies Bromelígenas do Gênero Ololygon: o Grupo Perpusilla unter der Leitung von Norma Gomes zum Doktor promoviert. Von 1993 bis 2019 war er ordentlicher Professor im Fachbereich Tierbiologie an der Universidade Federal Rural do Rio de Janeiro (UFRRJ), wo er die Kurse Herpetologie, Reproduktionsbiologie der Froschlurche sowie Zoologie (Fische und Reptilien) und Biogeographie lehrte. 
Von 1987 bis 1990 war er Leiter und stellvertretender Koordinator des Jardim Botânico da Universidade Federal Rural Rio Janeiro, von 1990 bis 1993  Leiter des ständigen Personalausschusses und von 1994 bis 1998 Redaktionsassistent im Rektorat des Verlags der Universidade Federal Rural do Rio de Janeiro. 
Peixotos Forschungsschwerpunkt gilt der Biologie und Taxonomie der Amphibien. Er beschrieb 33 neue Frösche und Kröten sowie eine neue Fischart.

## Dedikationsnamen
Nach Peixoto ist die Froschart Ololygon peixotoi (Brasileiro, Haddad, Sawaya & Martins, 2007) benannt.

## Erstbeschreibungen von Oswaldo Luiz Peixoto
Amphibien
- Aplastodiscus arildae (Cruz & Peixoto, 1987)
- Aplastodiscus cavicola (Cruz & Peixoto, 1985)
- Aplastodiscus flumineus (Cruz & Peixoto, 1985)
- Aplastodiscus leucopygius (Cruz & Peixoto, 1985)
- Aplastodiscus weygoldti (Cruz & Peixoto, 1987)
- Boana freicanecae (Carnaval & Peixoto, 2004)
- Boana poaju (Garcia, Peixoto & Haddad, 2008)
- Bokermannohyla carvalhoi (Peixoto, 1981)
- Bokermannohyla gouveai (Peixoto & Cruz, 1992)
- Crossodactylodes bokermanni Peixoto, 1983
- Crossodactylodes izecksohni Peixoto, 1983
- Dendropsophus dutrai (Gomes & Peixoto, 1996)
- Dendropsophus ruschii (Weygoldt & Peixoto, 1987)
- Gastrotheca megacephala Izecksohn, Carvalho-e-Silva & Peixoto, 2009
- Ololygon agilis (Cruz & Peixoto, 1983)
- Ololygon arduoa (Peixoto, 2002)
- Ololygon atrata (Peixoto, 1989)
- Ololygon cardosoi Carvalho-e-Silva & Peixoto, 1991
- Ololygon cosenzai (Lacerda, Peixoto & Feio, 2012)
- Ololygon heyeri Peixoto & Weygoldt, 1987
- Ololygon kautskyi (Carvalho-e-Silva & Peixoto, 1991)
- Ololygon littorea Peixoto, 1988
- Ololygon melloi Peixoto, 1989
- Phyllodytes brevirostris Peixoto & Cruz, 1988
- Phyllodytes edelmoi Peixoto, Caramaschi & Freire, 2003
- Phyllodytes gyrinaethes Peixoto, Caramaschi & Freire, 2003
- Phyllodytes kautskyi Peixoto & Cruz, 1988
- Phyllodytes punctatus Caramaschi & Peixoto, 2004
- Proceratophrys laticeps Izecksohn & Peixoto, 1981
- Proceratophrys moehringi Weygoldt & Peixoto, 1985
- Proceratophrys phyllostomus Izecksohn, Cruz & Peixoto, 1999
- Proceratophrys subguttata Izecksohn, Cruz & Peixoto, 1999
- Thoropa bryomantis Assis, Lacerda, Guimarães, Peixoto, Luna & Feio, 2021

Fische
- Mucurilebias leitaoi (da Cruz & Peixoto, 1992)